# Oxyspora acutangula
Oxyspora acutangula är en tvåhjärtbladig växtart som beskrevs av George King. Oxyspora acutangula ingår i släktet Oxyspora och familjen Melastomataceae. Inga underarter finns listade i Catalogue of Life.